# Adolf von Schwarzburg-Rudolstadt
Francesc Frederic Karl Adolf von Schwarzburg-Rudolstadt (27 de setembre, 1801 - 1 de juliol, 1875), va ser un tinent de mariscal de camp imperial.

## Biografia
Els pares d'Adolf eren el príncep Karl Günther de Schwarzburg-Rudolstadt (1771-1825) i la princesa Luisa Ulrike de Hesse-Homburg (1772-1854), filla de Friedrich V de Hesse-Homburg (1748-1820) i la seva dona Karoline von Hesse-Darmstadt. (1746–1821).
El 20 d'agost de 1820 es va incorporar a l'exèrcit imperial austríac i esdevingué primer tinent del 33è regiment d'infanteria -Capità. Quan va ser ascendit a major el 3 de maig de 1833, va ser traslladat al Regiment de Chevauxlegers número 6 i d'allí al Regiment d'Uhlan número 11 el 5 de març de 1836. Més tard va arribar al Regiment de Chevauxlegers número 2, on va ser ascendit a tinent coronel el 5 de març de 1837. Des d'allà va tornar al regiment d'Uhlan número 11 el 21 de setembre de 1838. El 18 de juny de 1839 esdevingué coronel i comandant del regiment. Va ser ascendit a general de comandament i brigadier el 16 d'octubre de 1846 i va renunciar al comandament. El 22 de juliol de 1849 va esdevenir tinent mariscal de camp i va ser donat d'alta de l'exèrcit el 16 d'abril de 1850.

## Matrimoni i descendència
Matrimoni i descendència

El 27 de setembre de 1847, el príncep Adolf es va casar amb la princesa Mathilde de Schönburg-Waldenburg (1826–1914), filla del príncep Otto Víctor de Schönburg. La parella va tenir quatre fills:
- Maria (1850–1922) ⚭ 1868 Gran Duc Frederic Francesc II de Mecklenburg-Schwerin,
- Günther Victor (1852–1925) ⚭ 1891 Princesa Anna Luise von Schwarzburg,
- Thekla (1859–1939) i
- Luisa (1862–1867).

## Honors (selecció)
- Russischer Orden der Heiligen Anna 1. Klasse[9]
- Orden des Heiligen Wladimir 4. Klasse[9]
- Großkreuz des hessischen, Großherzoglich Hessischer Ludwigsorden[9]
- 1847: Großkreuz des hannoverischen Guelphen-Orden[10]
- 1865: Großkreuz des Österreichisch-kaiserlicher Leopold[11]
- 1871: Roter Adlerorden 1. Klasse[12]